# IWGP World Heavyweight Championship
Die IWGP World Heavyweight Championship (IWGP世界ヘビー級王座, IWGP Sekai hebī-kyū ōza) ist ein Wrestlingtitel für Einzelwrestler bei der japanischen Wrestling-Promotion New Japan Pro-Wrestling und die höchste Auszeichnung der Liga. Das Kürzel "IWGP" steht für International Wrestling Grand Prix. Eingeführt am 1. März 2021 wird der Titel nur an männliche Einzelwrestler des NJPW-Rosters vergeben und auch außerhalb Japans verteidigt. Der Titel stellt die vierte Version des höchsten Titels der Liga dar. Wie im Wrestling allgemein üblich erfolgt die Vergabe nach einer zuvor bestimmten Storyline.

## Geschichte
Der Titel entstand durch eine Vereinigung der vorherigen IWGP Heavyweight Championship mit der IWGP Intercontinental Championship. Vor Wrestle Kingdom 14 am 4. und 5. Januar 2020 wurden beide Titel separat verteidigt, doch am zweiten Tag der Veranstaltungsreihe durfte Tetsuya Naito beide Titel gewinnen und hatte sie danach auch zusammen verteidigt. Mit einer kurzen Unterbrechung hielt er die Titel bis zum ersten Tag von Wrestle Kingdom 15 am 4. Januar 2021 und musste sie an Kota Ibushi abgeben.
Nachdem Ibushi am 28. Februar 2021 die IWGP Intercontinental Championship am zweiten Tag von Castle Attack gegen Naito verteidigt hatte, stellte er an das Office von New Japan den Wunsch, beide Titel zu vereinen, was ihm dieses einen Tag später auch gewährte. Beide Titel wurden während einer Pressekonferenz, geleitet vom New Japan-Chairman Naoki Sugabayashi und Ibushi selbst, zur IWGP World Heavyweight Championship vereinigt. Kota Ibushi wurde als vorheriger Titelträger beider Titel zum ersten Titelträger ernannt und verteidigte die alten Titel ein letztes Mal anlässlich der 49. Jubiläumsshow am 4. März 2021 gegen den dort amtierenden IWGP Junior Heavyweight Champion El Desperado.
Ein neuer Titelgürtel wurde am 30. März 2021 in Tokio präsentiert und Kota Ibushi übergeben.
Der aktuelle Titelträger ist Zack Sabre Jr. in seiner zweiten Regentschaft. Er besiegte Hirooki Goto am 29. Juni 2025 in Nagoya bei der Großveranstaltung Tanahashi Jam, die exklusiv im japanischen Fernsehen auf dem Sender TV Asahi ausgestrahlt wurde.

## Liste der Titelträger
| #  | Titelträger     | Nr. | Vert. | Tage | Datum            | Ort                        | Veranstaltung                   | Anmerkung | Ref    |
| -- | --------------- | --- | ----- | ---- | ---------------- | -------------------------- | ------------------------------- | --- | ------ |
| 1  | Kota Ibushi     | 1   | 0     | 31   | 4. März 2021     | Tokio, Japan               | 49th Anniversary Show           | Nachdem der amtierende IWGP Heavyweight- und IWGP Intercontinental Champion Kota Ibushi beide Titel bei der Veranstaltung erfolgreich gegen El Desperado verteidigt hatte, wurden sie vereinigt zur IWGP World Heavyweight Championship. | [ 3 ]  |
| 2  | Will Ospreay    | 1   | 0     | 46   | 4. April 2021    | Tokio, Japan               | Sakura Genesis 2021             | | [ 4 ]  |
| —  | Titel vakant    | —   | —     | —    | 20. Mai 2021     | N/A                        | N/A                             | Der Titel wurde aufgrund einer Nackenverletzung von Will Ospreay für vakant erklärt. | [ 5 ]  |
| 3  | Shingo Takagi   | 1   | 3     | 211  | 7. Juni 2021     | Osaka, Japan               | Dominion 6.6                    | Shingo Takagi besiegte Kazuchika Okada, um den vakanten Titel zu gewinnen. | [ 6 ]  |
| 4  | Kazuchika Okada | 1   | 2     | 159  | 4. Januar 2022   | Tokio, Japan               | Wrestle Kingdom 16              | | [ 7 ]  |
| 5  | Jay White       | 1   | 2     | 206  | 12. Juni 2022    | Dominion 6.12              | Osaka, Japan                    | | [ 8 ]  |
| 6  | Kazuchika Okada | 2   | 2     | 94   | 4. Januar 2023   | Tokio, Japan               | Wrestle Kingdom 17              | | [ 9 ]  |
| 7  | SANADA          | 1   | 4     | 271  | 8. April 2023    | Tokio, Japan               | Sakura Genesis 2023             | | [ 10 ] |
| 8  | Tetsuya Naito   | 1   | 2     | 99   | 4. Januar 2024   | Tokio, Japan               | Wrestle Kingdom 18              | | [ 11 ] |
| 9  | Jon Moxley      | 1   | 4     | 79   | 12. April 2024   | Chicago, Illinois, USA     | Windy City Riot 2024            | | [ 12 ] |
| 10 | Tetsuya Naito   | 2   | 1     | 106  | 30. Juni 2024    | Long Island, New York, USA | AEW × NJPW: Forbidden Door 2024 | | [ 13 ] |
| 11 | Zack Sabre Jr.  | 1   | 4     | 120  | 14. Oktober 2024 | Tokio, Japan               | NJPW King of Pro-Wrestling 2024 | | [ 14 ] |
| 12 | Hirooki Goto    | 1   | 7     | 138  | 11. Februar 2025 | Osaka, Japan               | The New Beginning in Osaka      | | [ 15 ] |
| 11 | Zack Sabre Jr.  | 2   | 0     | 19+  | 29. Juni 2025    | Tanahashi Jam              | NJPW King of Pro-Wrestling 2024 | Das Match wurde exklusiv auf TV Asahi ausgestrahlt. | [ 2 ]  |

## Regentschaften – absolut

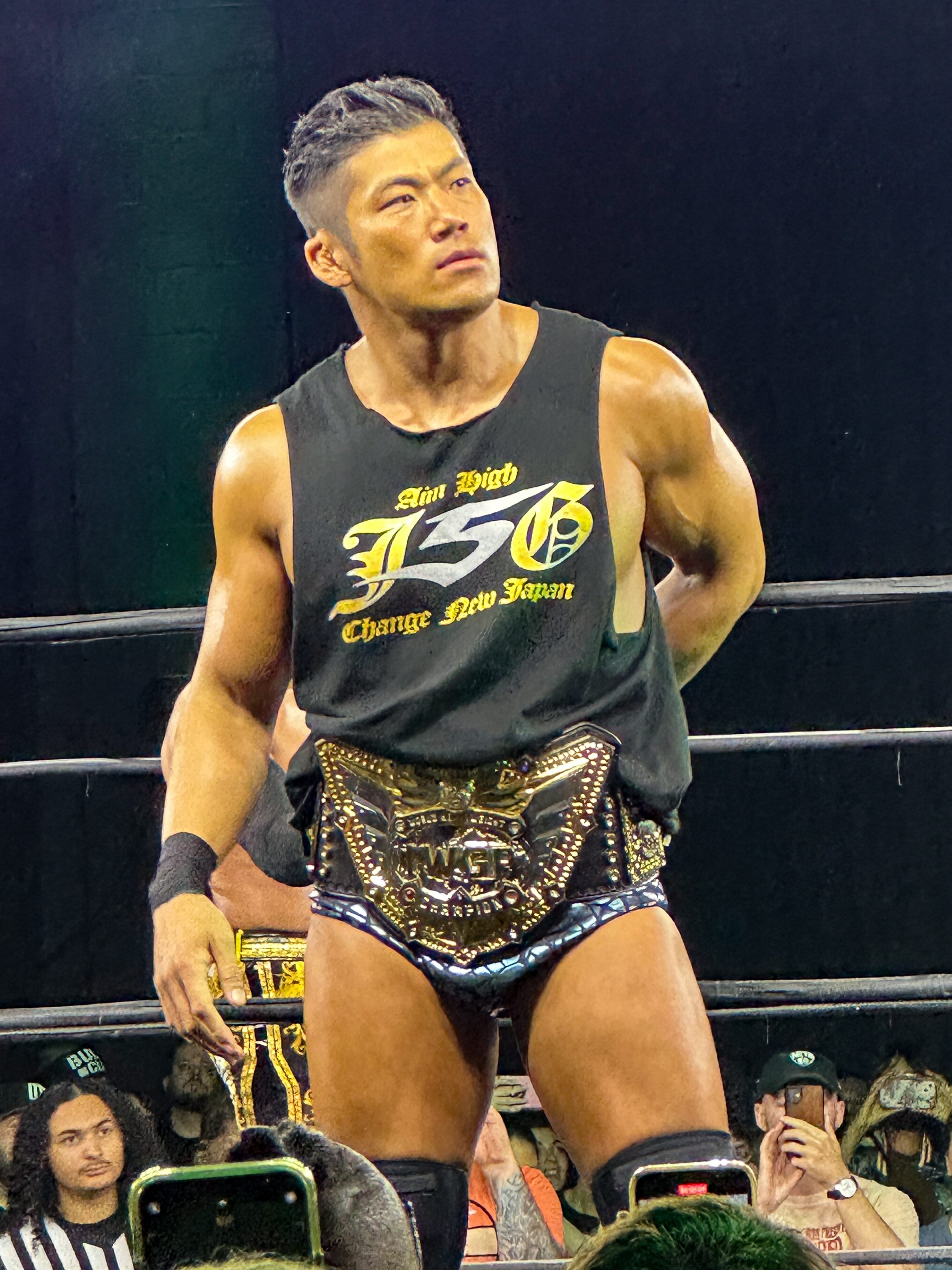
SANADA hielt den Titel für 271 Tage.

| #  | Titelträger     | Nr. | Vert. | Tage |
| -- | --------------- | --- | ----- | ---- |
| 1  | SANADA          | 1   | 4     | 271  |
| 2  | Kazuchika Okada | 2   | 6     | 253  |
| 3  | Shingo Takagi   | 1   | 3     | 211  |
| 4  | Jay White       | 1   | 2     | 206  |
| 5  | Tetsuya Naito   | 2   | 3     | 205  |
| 6  | Zack Sabre Jr.  | 2   | 4     | 139+ |
| 7  | Hirooki Goto    | 1   | 7     | 138  |
| 8  | Jon Moxley      | 1   | 3     | 79   |
| 9  | Will Ospreay    | 1   | 1     | 46   |
| 10 | Kota Ibushi     | 1   | 0     | 31   |